# Attic demos
Los Attic demos fueron los primeros demos grabados por la banda estadounidense de rock My Chemical Romance: tres canciones, cuyas versiones definitivas aparecerían después en su primer álbum de estudio, I brought you my bullets, you brought me your love. La banda grabó estos demos a finales de 2001 y comienzos de 2002.[cita requerida]
La banda, que se separó en 2013, los publicó formalmente en marzo de 2014, como parte del álbum recopilatorio May death never stop you.

## Listado de canciones
Todas las canciones escritas y compuestas por MCR. 
| N.º | Título                    | Duración |  |
| 1.  | «Skylines and turnstiles» | 3:28     |  |
| 2.  | «Knives/sorrow»           | 2:12     |  |
| 3.  | «Cubicles»                | 3:57     |  |

## Créditos
- Gerard Way - voces
- Ray Toro - guitarras, coros
- Mikey Way - bajo
- Matt Pelissier - batería, percusión